# Eduardo Paes Mamede

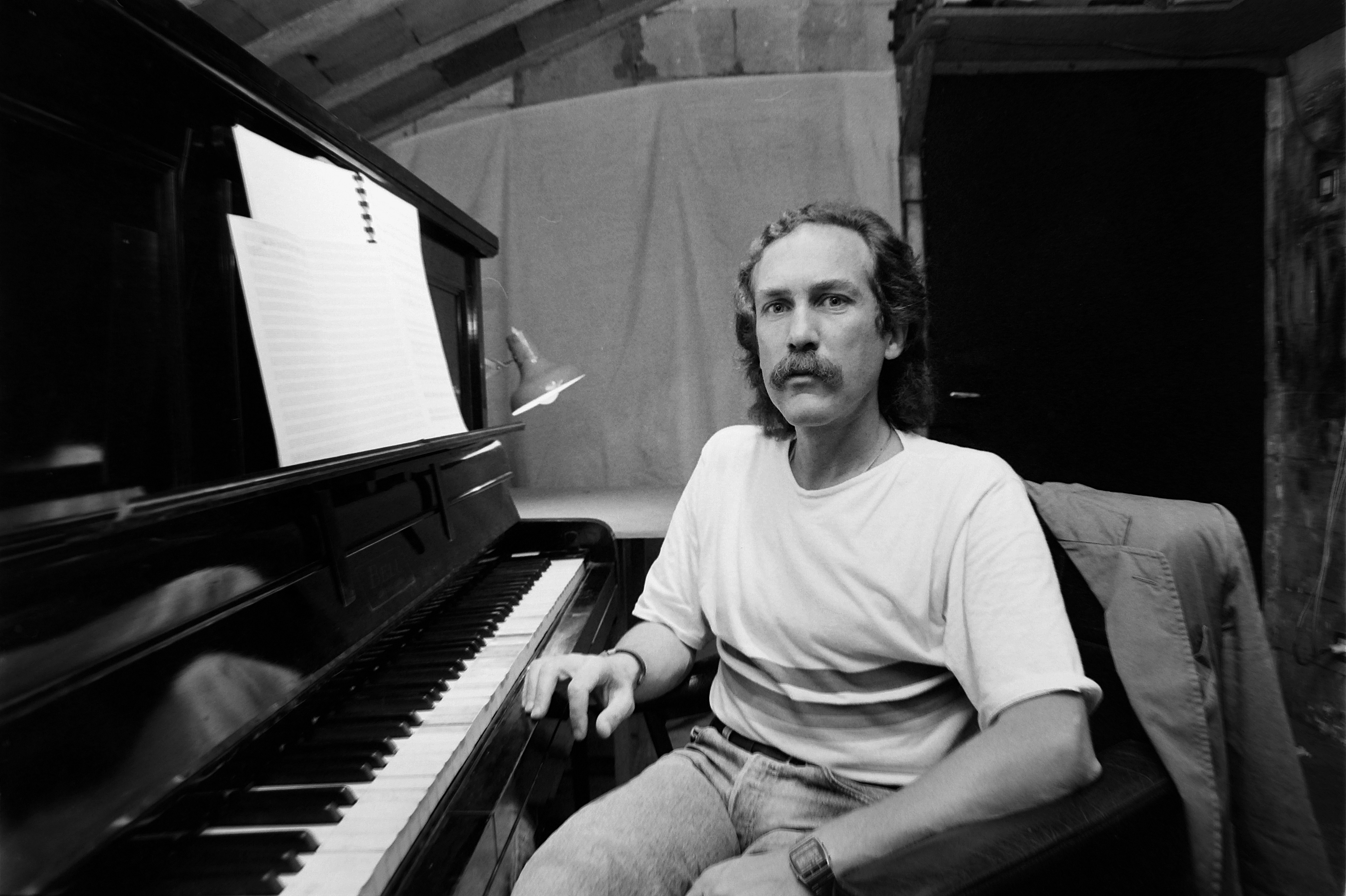
Eduardo Paes Mamede no estúdio de gravação em Lisboa 19/05/1992. Foto: Fernando Negreira

Eduardo Maria Leal Paes Mamede mais conhecido por Eduardo Paes Mamede (Lisboa, 22 de Fevereiro de 1952) é um compositor, orquestrador e produtor musical português.

## Biografia
Estudou no Centro de Estudos Gregorianos e fez parte do Grupo de Acção Cultural entre 1974 e 1978, juntamente com José Mário Branco, Afonso Dias, Carlos Guerreiro, Nuno Ribeiro da Silva e outros. Como produtor e orquestrador, foi o responsável pelos arranjos do álbum Por Este Rio Acima, de Fausto Bordalo Dias, entre outras obras de primeiro plano da música popular portuguesa dos anos 80 e 90 do século XX.
Em 1992, venceu o II Festival da Canção dos Países da CEE com a canção "Terra à vista (outro lugar)" (letra de Viriato Teles e interpretação de Paula Fonseca). Em 1994 participou no XXXV Festival Internacional da Canção de Viña del Mar, no Chile, com "Sabor de Mar" (letra de Viriato Teles e interpretação de Tó Leal). Em 1998 foi finalista do Festival RTP da Canção com "O Encanto da Sereia", escrita em parceria com José Fanha e interpretada por Ana Isabel. Em 1999 foi também finalista do XXXVI Festival RTP da Canção com "Sete Anos, Sete Dias" com texto de José Fanha e interpretação de Tó Leal.
É autor de diversas bandas sonoras para teatro, cinema e televisão. Dirigiu o coro Vocal Da Capo de 1994 a 2016, e dirige o Cramol - Canto Tradicional de Mulheres - desde 2003.

## Principais obras
- Hesed (instrumental inspirado na obra de T.S. Eliot)
- A Secreta Viagem (inclui 12 canções para canto e piano com poemas de David Mourão-Ferreira interpretadas por Carlos Mendes, e um "Stabat Mater" para soprano e quinteto de cordas escrito para o teatro)
- Vocal Da Capo (inclui música da renascença sacra e profana, tradicional portuguesa, harmonizada por Fernando Lopes-Graça e Eduardo Paes Mamede, e ainda alguns espirituais)
- Axis Mundi para coro e órgão sobre textos sacros, de Fernando Pessoa e Abel Neves.